# Ripley Parker
Ripley Parker (ur. 17 grudnia 2000 w Londynie) – brytyjska scenarzystka.

## Życiorys
Ripley jest córką reżysera i scenarzysty Oliviera "Ol" Parkera i brytyjskiej aktorki Thandie Newton. Parker ma dwójkę rodzeństwa: młodszą siostrę Nico (ur. 9 grudnia 2004) i młodszego brata Brooke'a Jombe'a (ur. 3 marca 2014). Siostra Ripley, Nico, twierdzi, że ich babka ze strony matki, Nyasha, była rdzenną mieszkanką Zimbabwe.

## Kariera
Ripley napisała scenariusz do serialu Netflixa pt. Wszystko, teraz! (ang. Everything Now), który początkowo był znany pod tytułem The Fuck It Bucket.
Według doniesień Ripley pracuje nad musicalem opartym na muzyce zespoły The Smiths i sztuce opowiadającej o XIX-wiecznej poetce Emily Dickinson. W 2023 roku Ripley potwierdziła, że pracuje nad adaptacją książki pt. Lies We Sing to the Sea autorstwa Sarah Underwood.

## Życie prywatne
Scenariusz do filmu Bilet do raju, którego autorem jest Ol Parker, ojciec Ripley, powstał prawdopodobnie na podstawie ich wspólnej rozmowy.